# Yuki Nogami
Yuki Nogami (野上 結貴, Nogami Yuki), né le 20 avril 1991, est un footballeur japonais.

## Biographie
Nogami commence sa carrière en 2012 avec le club du Yokohama FC, club de J2 League. Il dispute un total de 130 matchs avec le club. En juillet 2016, il est transféré au Sanfrecce Hiroshima, club de J1 League. En 2018, Sanfrecce termine vice-champion de J1 League.